# تست (مصارع)
أندرو روبرت باتريك مارتن (17 مارس 1975 – 13 مارس 2009) مصارع كندي محترف .
فاز مارتن ست بطولات في WWF / E. وجد أكبر نجاح له كمنافس الفردي، والفوز في القارات وبطولة كأس الامم الأوروبية مرة واحدة لكل منهما، وبطولة فاضح مرتين. وكان مارتن أيضا نجاحا في تقسيم فريق بطاقة، ليصبح مرتين العالم العلامة بطل فريق مع بوكير T بالفوز WWF وWCW عالم بطاقة فريق بطولة واحدة لكل منهما.

## روابط خارجية
- تست على موقع IMDb (الإنجليزية)
- تست على موقع قاعدة بيانات الفيلم (الإنجليزية)
- تست على موقع دبليو دبليو إي (الإنجليزية)
- تست على موقع WrestlingData.com (الإنجليزية)
- تست على موقع CageMatch worker (الإنجليزية)
- تست على موقع قاعدة بيانات المصارعة على الإنترنت (الإنجليزية)
- تست على موقع عالم المصارعة على الإنترنت (الإنجليزية)
- تست على موقع عالم المصارعة على الإنترنت (الإنجليزية)